# 雷諾茲海峽
74°15′S 132°10′W / 74.250°S 132.167°W
雷諾茲海峽（英語：Reynolds Strait）是南極洲的海峽，位於瑪麗伯德地，北面是福里斯特島，南面是蓋茨冰架，在1962年2月4日由美國海軍發現，現時由南極條約體系管理。